# 수용체 길항제

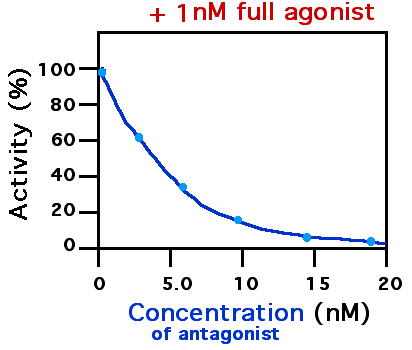

수용체 길항제(영어: receptor antagonist) 또는 수용체 대항제는 생체 내의 수용체 분자에 작용하여 신경전달물질이나 호르몬 등 기능을 억제 또는 저해하는 약물이다. 수용체가 본래의 리간드 분자와 결합하는 부위에 결합하지 못하도록 결합 부위에 먼저 수용체 길항제가 들러붙는다. 경쟁적 길항제와 비경쟁적 길항제가 있다. 작용제의 작용을 저해하는 경쟁적 길항제와, 수용체의 결합 정수(結合定數)에 영향을 미치거나 수용체와 불가역적으로 결합하는 등 작용제의 작용을 저해하는 비경쟁적 길항제가 있다.
길항제가 있을 때 대항제에 의한 농도-작용 곡선을 그리면, 경쟁적 길항제의 경우에는 고농도 쪽에서 곡선 이동이 있고, 비경쟁적 길항제의 경우에는 최대 반응의 저하가 일어난다.
리간드의 구조로서 노르에피네프린이나 도파민 등의 카테콜아민을 예로 들면, 카테콜 고리의 부위가 작용 발현에 필요한 작용기로, 탄소 사슬을 가지는 아민의 부위가 결합기라고 할 수 있다. 따라서, 작용기인 카테콜 고리에 변화를 주면 길항제로서 작용하는 경우가 많다. 한편 결합 기본에 변화를 주면, 수용체 아류형의 선택성이나 작용 농도대에 변화가 나타나는 경우가 많다.
복어의 독, 테트로도톡신은 길항제로서 유명한 예이며, 전위 의존성 나트륨 채널로 불리는 단백질을 선택적으로 저해하여 신경이나 근육의 활동을 정지시킨다.

## 선구물질과 시냅스
선구물질 또는 전구체는 어떤 경우 그 자체만으로도 투여량 증가에서 길항제 역할을 해낼 수 있으며  한편 어떤 약물은 시냅스 전단이나 후단에서 작용함으로써 길항제나 효능제로 기능하기도 한다.

## 긍정적 길항작용
길항작용에서 여러 종류의 균이 섞여 있을 때, 어떤 종류의 균은 발육 조건이 적합하여 잘 증식하는 반면, 다른 종류의 균은 그렇지 않아 발육이 억제되는 작용을 가리킨다고 한다면 예를 들어 푸른곰팡이와 세균이 함께 있을 때 세균이 죽는 경우나 방선균과 식물 병원성 균류가 함께 있을 때 식물 병원성 균류가 죽는 경우는 생물체 또는 환경에 긍정적으로 작용할 수 있는 기능은 이러한 길항작용 유기반응 메커니즘의 또 다른 면을 보여주는 예이다.

## 같이 보기
- 수용체 작용제
- 용량-반응 곡선